# Nghĩa trang Đa Phước
Nghĩa trang Đa Phước là nghĩa trang nằm ở xã Đa Phước và xã Phong Phú, huyện Bình Chánh, Thành phố Hồ Chí Minh, Việt Nam, đi vào hoạt động từ tháng 4 năm 2006 và hiện đã quy hoạch đến giai đoạn 2. Nghĩa trang Đa Phước là một trong các nghĩa trang nhận mộ di dời từ nghĩa trang Bình Hưng Hòa - nghĩa trang lớn nhất Thành phố Hồ Chí Minh nhưng đang được giải tỏa.

## Quy hoạch
Năm 2004, Ủy ban Nhân dân Thành phố Hồ Chí Minh chủ trương xây dựng nghĩa trang Đa Phước để giảm nạn chôn cất tràn lan và để có nơi nhận các mộ cải táng từ những nơi khác, trong đó có nghĩa trang Bình Hưng Hòa. Nghĩa trang được xây dựng tại huyện Bình Chánh, phía đông nghĩa trang giáp với kênh Cây Khô. Giai đoạn 1 đi vào hoạt động từ ngày tháng 4 năm 2006. Nghĩa trang đã trải qua hai giai đoạn quy hoạch:
- Giai đoạn 1: diện tích quy hoạch giai đoạn 1 là 7,5 ha, trong đó diện tích chôn là trên 3,4 ha,[2] được phân thành 12 lô với 5.878 mộ. Khu vực hỏa tảng được quy hoạch bốn lò thiêu với công suất 16 xác/ngày.[3] Tính đến tháng 7 năm 2008, nghĩa trang đã nhận chôn cất trên 3.240 mộ.[2]
- Giai đoạn 2: theo quy hoạch 1/500 đăng tải trên Công báo Thành phố Hồ Chí Minh ngày 16 tháng 4 năm 2014, diện tích quy hoạch giai đoạn 2 là 60,6443 ha, phía bắc giáp đất dự trữ phát triển trong quy hoạch sử dụng đất của Khu liên hợp Xử lý chất thải rắn Đa Phước (gần rạch Chiếu), phía nam giáp đường vào nghĩa trang Đa Phước và khu xử lý rác của Công ty Trách nhiệm hữu hạn Xử lý chất thải rắn Việt Nam, phía đông giáp rạch Ngã Cạy và khu đất của Công ty Xử lý chất thải rắn Hầm cầu Hòa Bình và khu đất của Công ty Trách nhiệm hữu hạn Một thành viên Thoát nước đô thị Thành phố Hồ Chí Minh.[4]

## Tình trạng
Giá xây mộ tại nghĩa trang này được xem là cao. Nghĩa trang được phân thành nhiều khu với mức giá khác nhau. Khu nhà mồ có giá cao hơn nhiều so với khu phổ thông. Tuy nhiên, nghĩa trang này được cho là cứ lập đến đâu là mộ nhanh chóng lấp đầy đến đó.

## Mộ của người nổi tiếng
- Hoài An (1929-2012), nhạc sĩ Việt Nam.[6]
- Hoàng Hữu Đản (1922-2012), nhà văn, dịch giả Việt Nam.[7]
- Hữu Lộc (1973-2010), nghệ sĩ hài kịch Việt Nam.
- Lê Sáng (1920-2010), võ sư Việt Nam.
- Phạm Huỳnh Tam Lang (1942-2014) cầu thủ bóng đá Việt Nam